# Теппо Нуммінен
Теппо Калеві Нуммінен (фін. Teppo Kalevi Numminen; 3 липня 1968, м. Тампере, Фінляндія) — фінський хокеїст, захисник. Помічник головного тренера «Баффало Сейбрс».
Вихованець хокейної школи «Таппара» (Тампере). Виступав за «Таппара» (Тампере), «Вінніпег Джетс», «ТуТо» (Турку), «Фінікс Койотс», «Даллас Старс», «Баффало Сейбрс».
В чемпіонатах НХЛ — 1372 матчі (117 голів, 520 передач), у турнірах Кубка Стенлі — 82 матчі (9 голів, 14 передач).
У складі національної збірної Фінляндії учасник зимових Олімпійських ігор 1988, 1998, 2002 і 2006, учасник чемпіонатів світу 1987, 1991, 1996 і 1997, учасник Кубка Канади 1987 і 1991, учасник Кубка світу 1996 і 2004. У складі молодіжної збірної Фінляндії учасник чемпіонату світу 1988. У складі юніорської збірної Фінляндії учасник чемпіонату Європи 1986.
Батько: Калеві Нуммінен. Брат: Теему Нуммінен. 
Досягнення
- Срібний призер зимових Олімпійських ігор (1988), (2006), бронзовий призер (1998)
- Чемпіон Фінляндії (1985, 1988)
- Учасник матчу всіх зірок НХЛ (1999, 2000, 2001).

Тренерська кар'єра
- Скаут збірної Фінляндії (2009—11)
- Помічник головного тренера «Баффало Сейбрс» (2011—12, НХЛ).